# Xã Bureau, Quận Bureau, Illinois
Xã Bureau (tiếng Anh: Bureau Township) là một xã thuộc quận Bureau, tiểu bang Illinois, Hoa Kỳ. Năm 2010, dân số của xã này là 247 người.